# Lumière (film, 1953)
Pour les articles homonymes, voir Lumière (homonymie).
Pour plus de détails, voir Fiche technique et Distribution.
Lumière est un court métrage français réalisé par Paul Paviot, sorti en 1953.

## Synopsis
Les activités des frères Lumière évoquées à l'aide de documents d'époque et la carrière de Louis Lumière.

## Fiche technique
- Titre : Lumière
- Réalisation : Paul Paviot
- Scénario : Paul Paviot
- Commentaire : Abel Gance
- Photographie : Ghislain Cloquet
- Musique : Joseph Kosma
- Cadreur : Sacha Vierny
- Pays d'origine :  France
- Format : Court métrage - Noir et blanc
- Durée : 23 minutes
- Date de sortie : 1953